# Pandemia de COVID-19 em São Vicente e Granadinas
Este artigo documenta os impactos da pandemia de coronavírus de 2020 em São Vicente e Granadinas e pode não incluir todas as principais respostas e medidas contemporâneas.

## Linha do tempo
Em 11 de março, São Vicente e Granadinas confirmou o primeiro caso de COVID-19 no país, tratando-se de um paciente que havia viajado do Reino Unido para São Vicente e Granadinas via Barbados.